# Gedächtnissport

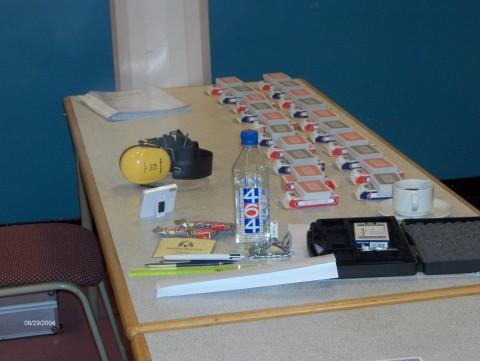
Teilnehmertisch bei der Disziplin Hour Cards

Als Gedächtnissport wird der sportliche Wettkampf im Auswendiglernen von Datenmengen bezeichnet.

## Allgemeines

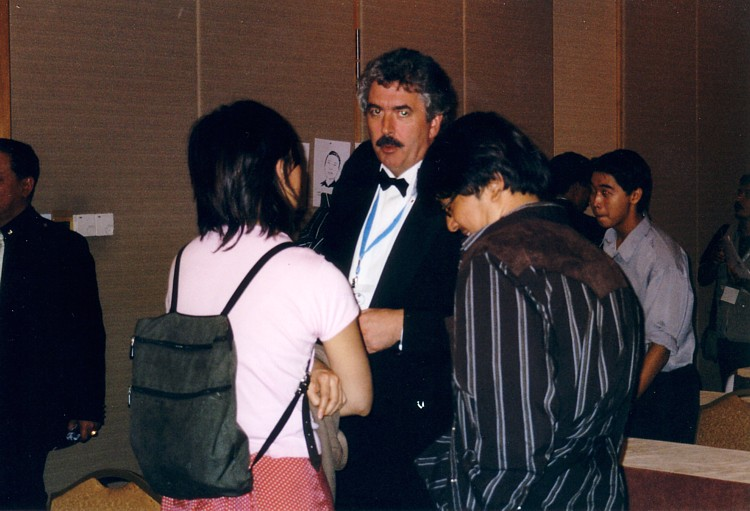
Dominic O’Brien mit zwei Fans

Der wettkämpferische Vergleich des Gedächtnissports strebt möglichst gleiche Voraussetzungen für jeden Teilnehmer an. Es spielt keine Rolle, ob die Gedächtnisinhalte einen Bezug zum Alltag haben oder sich praxisbezogen anwenden lassen. Die Vorbereitung besteht aus einem gezielten Training der Turnierdisziplinen und aus dem Versuch, die Techniken zu ihrer Bewältigung zu verfeinern und auszubauen.
In Abgrenzung zum Gedächtnissport ist Gedächtnistraining die Tätigkeit, mit der die Gedächtnissportler gezielt versuchen, ihre Gedächtnisleistung zu verbessern. Neben der Vorbereitung zum Wettkampf kann es auch aus praktischen, alltäglichen Gründen heraus betrieben werden, wie für Schule, Beruf oder bei Demenz.
Um die Aufgaben zu bewältigen, die im Turnier gestellt werden, greifen Gedächtnissportler auf Mnemotechniken zurück. Dies sind Methoden, die es erleichtern sollen, große Mengen an Wissensstoff auswendig zu lernen. Solche Techniken waren bereits im Griechenland der Antike bekannt und ihre Aneignung setzt keine besonderen Fähigkeiten oder Begabungen voraus, jedoch ist für die ernsthafte Teilnahme an Wettkämpfen eine regelmäßige Vorbereitung notwendig. Die Leistung, die Spitzensportler bei Wettkampfstärke erreichen, ermöglicht es ihnen, sich in einer halben Stunde eine 1000-stellige Zahl zu merken.

## Organisationsstrukturen

### Deutschland
Die deutsche Meisterschaft der Erwachsenen wurde von 1997 und die Meisterschaft der Junioren von 1998 bis 2019 von der Gesellschaft für Gedächtnis- und Kreativitätsförderung e. V. (GGK) organisiert. Seit dem coronabedingten Ausfall 2020 kümmert sich der 2002 in Weimar gegründeten Verein MemoryXL um die Ausrichtung der Meisterschaften, aber auch um Seminare für Lehrer und Schüler sowie Projekte in Zusammenhang mit Gedächtnistraining. Seit 2003 werden zusätzlich je eine Nord- und Süddeutsche Meisterschaft ausgetragen. 2024 finden diese Wettbewerbe im Rahmen der MemoryXL Open statt. In manchen Jahren wurden zudem Ländermeisterschaften oder die Memory League-Meisterschaft ausgetragen.

### International

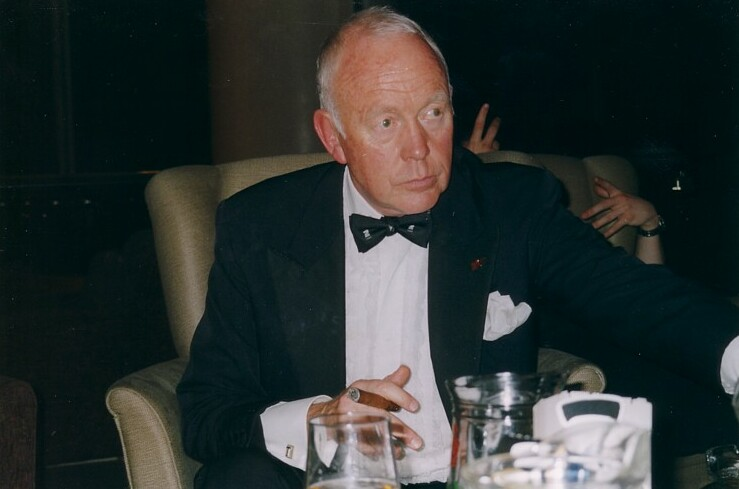
Tony Buzan, Gründer der Weltmeisterschaften

1990 wurde von Tony Buzan das World Memory Sports Council (WMSC) gegründet. Seit 1991 organisiert das WMSC die Gedächtnisweltmeisterschaften, die bis 2002 immer in London stattgefunden haben. Wegen wachsender internationaler Beteiligung wurden diese in den folgenden Jahren an unterschiedlichen Orten ausgetragen. 2003 war die Weltmeisterschaft in Kuala Lumpur, 2004 in Manchester und 2005 in Oxford. Zum 15. Jubiläum der Meisterschaft kehrte sie im August 2006 wieder nach London zurück, unter anderem 2018 und 2023 war China Gastgeber.
Im Jahr 2006 gab es Umstrukturierungen im Gedächtnissport. Um dem Ziel der offiziellen Anerkennung als Sportart, z. B. bei dem IOC und dem Deutschen Sportbund, Rechnung zu tragen, wurde der WMSC als Welt-Dachverband neu formiert. Die einzelnen Länder sind aufgefordert, nationale Gedächtnissportverbände zu gründen. Die Gesellschaft für Gedächtnis- und Kreativitätsförderung war als offizieller Ausrichter für die Deutschen Gedächtnismeisterschaften von der WMSC anerkannt.

### Verbreitung
Gedächtnissport weist immer noch den Charakter einer Randsportart auf; so gibt es in Deutschland gerade einmal rund 100 Aktive. In der Weltrangliste mit rund 4400 Einträgen liegen Sportlerinnen und Sportler aus Deutschland, Italien, China, den USA und Schweden auf den vorderen Plätzen. Bei den Kindern und Jugendlichen hebt sich in Europa Österreich hervor, was auf eine größere Verbreitung dieses Sports durch eine umfassende Basisarbeit mit einem speziell zugeschnittenen Kursangebot und eigenen Turnieren zurückzuführen ist. An der Weltmeisterschaft 2018 nahmen über 250 Teilnehmer aus 30 Ländern von allen Kontinenten teil. Aktuell ist das Interesse am Gedächtnissport in Ostasien am größten (China, Vietnam, Malaysia, Indien).

## Sprachfreie Disziplinen

### Ziffern und Zahlen
Das Memorieren von geschriebenen Dezimalziffern ist eine klassische Disziplin, die bei keinem Turnier fehlt. Die Aufgabe besteht hierbei darin, sich so viele Ziffern in der vorgegebenen Zeit zu merken wie möglich.
- Aktueller Weltrekord bei fünf Minuten Dezimalziffern: 616 (Wei Qinru, China)
- Aktueller Weltrekord bei 15 Minuten Dezimalziffern: 1168 (Wei Qinru, China)
- Aktueller Weltrekord bei einer Stunde Dezimalziffern: 3260 (Zhang Ying, China)

Eine andere Disziplin ist das Memorieren von gesprochenen Ziffern. Diese werden im Ein-Sekunden-Takt vorgelesen und haben die zusätzliche Schwierigkeit, dass sich der Sportler an den Takt halten muss. Der Sportler hat in dieser Disziplin keine Möglichkeit, die Ziffern zu wiederholen. Daher ist diese Disziplin eine der schwierigsten. Den Weltrekord hält Lance Tschirhart mit 456 Ziffern. – Bis zum Jahr 2000 wurden die Ziffern im Zwei-Sekunden-Takt vorgelesen. Nach einem neuen Weltrekord von Gunther Karsten mit 400 Ziffern wurde eine Herabsetzung des Zeitintervalls auf eine Sekunde vom WMSC beschlossen.
Ganz analog zu den geschriebenen Dezimalziffern gibt es auch eine Disziplin, bei der geschriebene Binärziffern memoriert werden. Zum Einprägen erhalten die Gedächtnissportler nur einen Zettel mit Nullen und Einsen, deren Reihenfolge sie sich einprägen müssen. Bei dem Memorieren von Binärziffern in fünf Minuten liegt der Weltrekord bei 1251 (Lkhagvadulam Enkhtuya, Mongolei), in einer halben Stunde bei 6270 (Munkhshur Narmandakh, Mongolei).

### Spielkarten

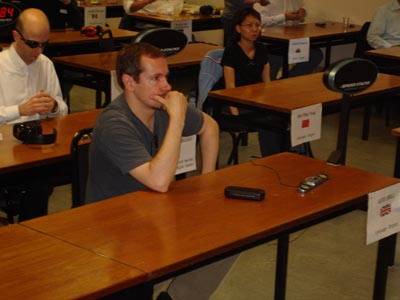
Andi Bell auf der Weltmeisterschaft, bevor er den Weltrekord in Speed Cards aufstellt

Speed Cards ist eine Königsdisziplin des Gedächtnissports. Es geht darum, sich die Reihenfolge eines gemischten Kartenstapels mit 52 Blatt auf Zeit einzuprägen. Den Weltrekord hielt über einige Jahre Andi Bell mit 31,16 Sekunden, bis er 2007 von Ben Pridmore deutlich auf 26,28 Sekunden verbessert wurde. Inzwischen liegt der Weltrekord sogar bei 12,74 Sekunden, aufgestellt von Shijir-Erdene Bat-Enkh (Mongolei) im Jahr 2018.

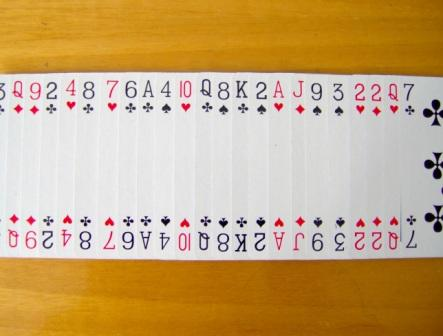
Spielkarten, wie sie in der Spielkarten-Disziplin memoriert werden müssen

Eine weitere Disziplin ist das Memorieren von Spielkarten in vorgegebener Zeit. Es geht darum, möglichst viele gemischte Pakete von Spielkarten (52er Blatt, Rommé) zu memorieren. Die Wiedergabe auf den Meisterschaften erfolgt in dieser Disziplin schriftlich. In eine leere Tabelle mit 52 Reihen ist jeweils einzutragen, welche Karte sich an dieser Stelle befand. Die Kartenspiele werden nicht untereinander, sondern nur einzeln gemischt, so dass bei der Wiedergabe ein Kartenspiel einen Wertungsblock bildet und jede mögliche Spielkarte genau einmal enthält. Der Weltrekord im Memorieren von möglichst vielen Kartenstapeln in einer Stunde liegt bei 37 Stapeln, also 1924 Karten. Er wird derzeit von Munkhshur Narmandakh gehalten.

### Abstrakte Bilder
Im Jahr 2006 wurde die Disziplin Abstrakte Bilder neu eingeführt. Dabei sind jeweils fünf kleine, schwarz-weiße Grafiken in einer Reihe abgebildet. Die Sportler bekommen sehr viele Reihen vorgelegt, von welchen sie in 15 Minuten so viele wie möglich auswendig zu lernen haben. Nach der Einprägezeit bekommen die Gedächtnissportler dieselben Grafiken, lediglich pro Zeile in einer anderen Reihenfolge. Durch die Angabe von Ziffern ist die ursprüngliche Reihenfolge anzugeben. Den Weltrekord hält Zhang Xingrong mit 756 Punkten (entspricht ungefähr der Zahl der korrekten Grafiken).

## Sprachgebundene Disziplinen
Die nachfolgenden Disziplinen sind zwar mehr oder weniger von der Sprache des Sportlers abhängig, sie sind aber bei allen großen Turnieren Teil des Disziplinenkanons.

### Namen und Gesichter
Es sind eine fest definierte Anzahl Fotos mit fiktiven Vor- und Nachnamen vorgegeben. Die Teilnehmer sollen sich möglichst viele Namen einprägen. Hinterher bekommen die Teilnehmer die Fotos in veränderter Reihenfolge und müssen die Namen dazu notieren. Der Weltrekord lag bei 201 Punkten in 15 Minuten, aufgestellt von Boris Konrad (Regelwerk von 2010). Dabei zählt jeder richtige Vor- oder Nachname einen Punkt. Wenn zu einer Person Vor- und Nachname stimmen, gibt es für die Person zwei Punkte. Wird ein richtiger Name in falscher Schreibweise notiert (z. B. Schmitt statt Schmidt), so wird ein halber Punkt vergeben.
Damit auf internationaler Ebene ein fairer Wettkampf gewährleistet ist, wurde 2011 das Regelwerk dahingehend geändert, dass Fotos von Personen aller Volkszugehörigkeiten, Alter und Geschlecht gleichermaßen vorgegeben sind. Ebenso wird auf Namen in unterschiedlichen Sprachen zurückgegriffen, die beliebig durchmischt sein können. So kann beispielsweise einer Person afrikanischer Herkunft ein chinesischer Vorname und ein europäischer Nachname zugeordnet werden. Der Weltrekord liegt bei 224 Punkten in 15 Minuten, aufgestellt von Katie Kermode.

### Wörter

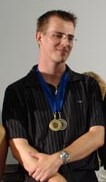
Mehrfacher Weltrekordhalter Boris Konrad

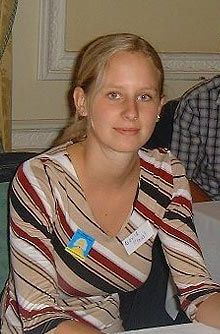
Weltrekordhalterin bei Text Astrid Plessl

Eine Liste mit zufälligen Wörtern ist hierbei auswendig zu lernen und in der richtigen Reihenfolge wiederzugeben. Der Weltrekord liegt momentan bei 318 Wörtern memoriert in 15 Minuten von Katie Kermode. Diese Disziplin wird üblicherweise in der Landessprache abgehalten. Auf den Weltmeisterschaften erhalten alle Teilnehmer dieselben Wörter. Dabei werden die Wörter in die Sprache ihrer Wahl übersetzt.

### Text
Ein vorgegebener Text muss mit Satzzeichen, Zeilenumbrüchen, besonderen Schreibweisen etc. komplett richtig eingeprägt werden. Hierbei kommt es darauf an, dass auch das assoziative Gedächtnis sehr gut ist. Der Weltrekord liegt bei 345 Punkten in 15 Minuten, aufgestellt von Astrid Plessl. Hierbei wird pro Wort und Satzzeichen ein Punkt vergeben. Da Texte unterschiedlich schwer sein können, schwanken die Ergebnisse relativ stark. Außerdem gab es immer wieder Unstimmigkeiten, was die genaue Bepunktung und die Übersetzung von Texten angeht. Deswegen wurde diese Disziplin inzwischen abgeschafft und durch Abstrakte Bilder ersetzt.

### Historische Daten
Hierbei werden zu Jahreszahlen zwischen 1000 und 2099 fiktive Daten (z. B. „Krönung Kaiser Konstantin“, „Sinken der Queen Margot vor Grönland“ usw.) gegeben. Danach werden die Daten in neuer Reihenfolge vorgelegt und die Jahreszahlen sind dazu zu schreiben. Der aktuelle Weltrekord liegt bei 139 Daten in fünf Minuten, aufgestellt von Prateek Yadav. Aufgrund der Sprachabhängigkeit dieser Disziplin wird bei internationalen Meisterschaften mit Übersetzungen gearbeitet.

## Wertungssystem
Um sich auf Gedächtnismeisterschaften messen zu können, wird ein Wertungssystem benötigt. Dabei werden die Ergebnisse in den einzelnen Disziplinen nach einem gewissen Schlüssel berechnet und miteinander addiert.
Um feststellen zu können, wie viel sich ein Gedächtnissportler gemerkt hat, werden in allen Disziplinen die einzuprägenden Inhalte in Gruppen vorgelegt. Bei den Dezimalziffern sind immer 40 Ziffern in einer Reihe oder bei den Wörtern 20 in einem Block.
Ein Fehler in einem Block hat eine Reduzierung der Punktzahl für diesen auf die Hälfte, ein zweiter Fehler auf null Punkte zur Folge. Wenn sich also ein Gedächtnissportler 120 Ziffern in fünf Minuten merken möchte, so wären dies drei 40er-Reihen. Hat er nun zum Beispiel die erste und die dritte Reihe korrekt wiedergegeben und im zweiten Block genau eine der 40 Ziffern falsch, würde dies wie insgesamt 100 fehlerfrei memorierte Zahlen gewertet. Hat er in jedem Block genau zwei Ziffern falsch, so gibt dies keinen Punkt mehr, obwohl er 114 Ziffern richtig hatte.

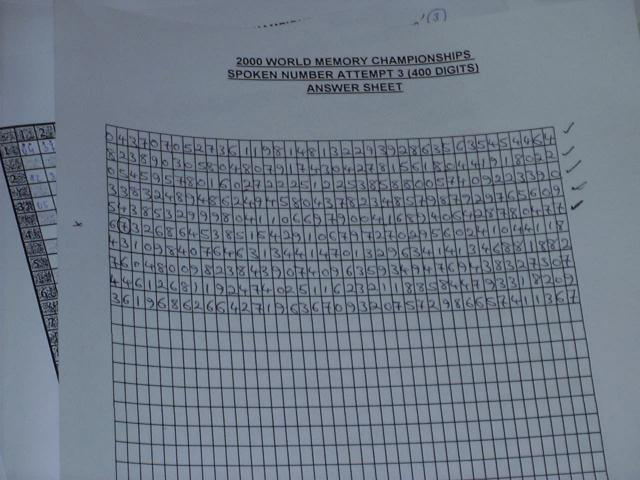
Ein korrigiertes Blatt von einer Gedächtnismeisterschaft

Ausnahmen bilden nur die gesprochenen Zahlen und die Disziplin Speed Cards, bei denen bis zum ersten Fehler gewertet wird. Wenn ein Gedächtnissportler 100 Ziffern memoriert und die erste Ziffer falsch hat, aber sonst alle richtig, bekommt er null Punkte.
Durch die beiden oberen Gegebenheiten ist eine faire und genaue Rohpunktzahl gewährleistet. Diese wird anschließend mithilfe des Millennium-Standards in Meisterschaftspunkte umgerechnet. Am Ende einer Gedächtnismeisterschaft werden die Meisterschaftspunkte aus den einzelnen Disziplinen zusammengezählt und ergeben das endgültige Ergebnis.
Der Millennium-Standard ist der Schlüssel, nach dem die Gedächtnisleistungen auf Gedächtnismeisterschaften bepunktet werden. Er liegt in jeder Disziplin etwas über dem Weltrekord. Angehoben wird er in einer Disziplin, wenn er von drei Personen oder mehr überboten wurde. Dies geschieht immer bis zur nächsten Gedächtnisweltmeisterschaft. Durch diesen langen Zeitraum ist eine gewisse Sicherheit, was die Bepunktung in einer Disziplin angeht, gewährt.

## Gedächtnismeisterschaften
Die verschiedenen Meisterschaften im Gedächtnissport unterscheiden sich von den Disziplinen und den Memorierzeiten her.
Der National Standard ist ein Zehnkampf, der insgesamt einen Tag lang ist. Die Memorierzeit in den einzelnen Disziplinen variiert von fünf bis 15 Minuten. Insgesamt beträgt die Memorierzeit einer Meisterschaft in National Standard 75 Minuten. Der International Standard ähnelt dem National Standard stark. Jedoch gibt es hier zwei Marathons mit jeweils 30 Minuten Länge. Die Meisterschaft geht über zwei Tage. Die Gedächtnisweltmeisterschaft hat den sogenannten World Standard. Dies heißt, dass die Meisterschaft über drei Tage geht und es zwei Marathons à 60 Minuten gibt. Amtierender Gedächtnissport-Weltmeister 2010 ist Wang Feng aus China.
2006 fand erstmals eine Speed Cards Challenge statt. Diese war lediglich ein Spaßturnier. Es wurde auch vor der Meisterschaft ausgemacht, dass eine eventuelle Überbietung des Weltrekords nicht als neuer Weltrekord zählen würde, da die Teilnehmer auf dieser Meisterschaft zwölf Durchgänge hatten, während es auf regulären Meisterschaften lediglich zwei gibt. Die einzige Disziplin auf der Meisterschaft war Speed Cards. Es traten jeweils zwei Gedächtnissportler gegeneinander an. Das Ziel war es, einen gut gemischten Kartenstapel so schnell wie möglich auswendig zu lernen. Das Turnier wurde nach dem Schweizer System ausgetragen. Zwischen zwei Sportlern fanden insgesamt drei Wettkämpfe statt. Der Sieger dieser drei Durchgänge gewann und trat gegen einen anderen Gewinner aus der Runde an. Die Gewinner dieser nächsten Runde hatten wiederum drei Stapel vor sich. Insgesamt gab es vier solcher Runden. Gewinner des Turniers wurde Ben Pridmore mit einer Bestzeit von 31,03 Sekunden.
Der Word Memory Cup ist nicht mit der Gedächtnisweltmeisterschaft zu verwechseln. Aufgrund der Namensgebung wurde er auch von zahlreichen Gedächtnissportlern boykottiert. Initiator der Meisterschaft war der damalige Weltmeister Andi Bell. Der Wettkampf bestand lediglich aus sprachfreien Disziplinen. Dies sollte einem Vergleich der reinen Gedächtnisleistung dienen. Seltsamerweise war die Teilnahmebedingung für das Turnier aber, sich 50 im Sekunden-Takt auf Englisch vorgelesene Ziffern zu merken. Die Punktevergabe unterschied sich ebenfalls von der normaler Meisterschaften. Das beste Ergebnis in einer Disziplin wurde mit 1000 Punkten bewertet. Ein halb so gutes Ergebnis bekam 500 Punkte.

## Titel im Gedächtnissport

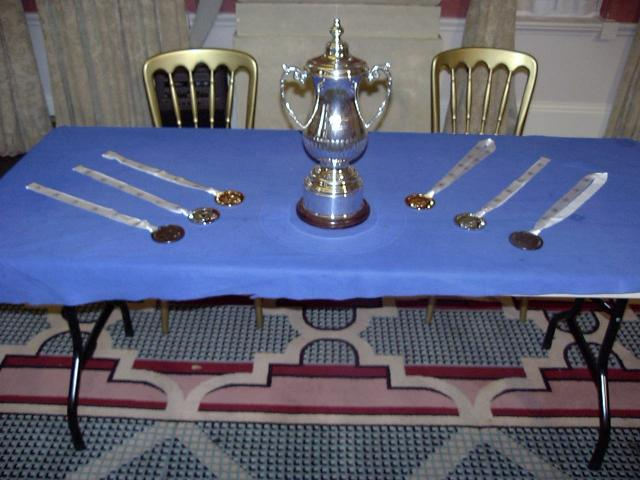
Preise für die Gewinner

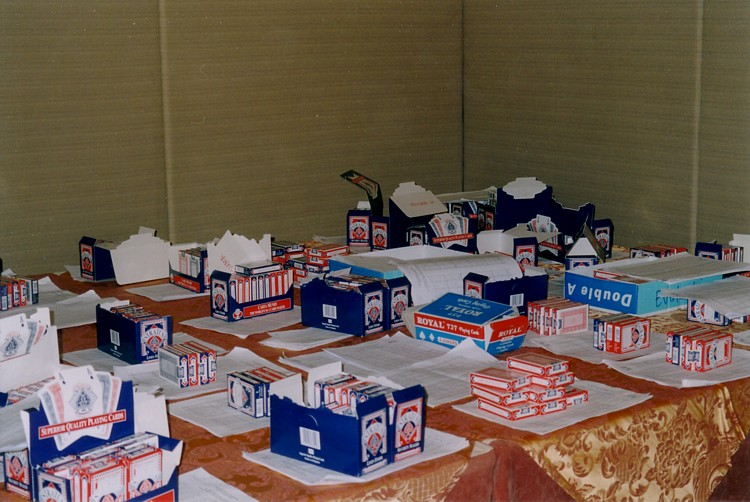
Material für den Kartenmarathon

Zur Ehrung und Motivation gibt es im Gedächtnissport auch verschiedene Titel, die an erfolgreiche Sportler verliehen werden. Auf den meisten Gedächtnismeisterschaften gibt es drei Klassen: Erwachsene, Jugendliche, Kinder. Neben dem Meister in der jeweiligen Kategorie gibt es immer auch noch einen Vizemeister.
Für Frauen gibt es zudem gesonderte Titel. Dies liegt daran, dass die weiblichen Gedächtnissportler meistens schlechter abschneiden als ihre männlichen Konkurrenten.
An herausragende Gedächtnissportler wird weiterhin der Großmeister-Titel vergeben. Mit den Jahren stieg der Standard für die Bezeichnung „Gedächtnisgroßmeister“ immer weiter an. Momentan müssen für den Titel folgende drei Bedingungen erfüllt sein:
1. Memorieren von mehr als 1000 Ziffern in einer Stunde
2. Memorieren von mehr als zehn Kartenstapeln in einer Stunde
3. Memorieren eines Kartenstapels in unter zwei Minuten

Die andere Möglichkeit, den Titel zu erlangen, ist, in einem Turnier mehr als 6000 Punkte zu erzielen. Derzeit hat allerdings jeder, der eine solche Punktzahl erzielte, auch bei weitem die Hürde aus den drei Disziplinen erfüllt.

## Potential des Gedächtnissports
Der Standard im Gedächtnissport stieg mit den Jahren seit der Einführung der Weltmeisterschaft 1991 immer weiter an. So hat sich die Leistung in sämtlichen Disziplinen mehr als verdreifacht.
Hierbei ziehen viele Sportler einen Vergleich mit dem Schach, das seit der meisterschaftsorientierten Betätigung eine enorme Steigerung in der Spielstärke erlebte. Dies lag zum einen an der Weiterentwicklung von Strategien und daran, dass mit der größeren Verbreitung höher begabte Menschen mit dem Schachsport begannen.

## Memoriersysteme
Gedächtnissportler verwenden verschiedene Memoriersysteme, um Gedächtnisleistungen, wie das Auswendiglernen einer 1000-stelligen Zahl in weniger als 30 Minuten, zu vollbringen. Die jeweiligen Systeme sind auf ihre speziellen Begabungen und Fähigkeiten zugeschnitten.

### Loci-Methode

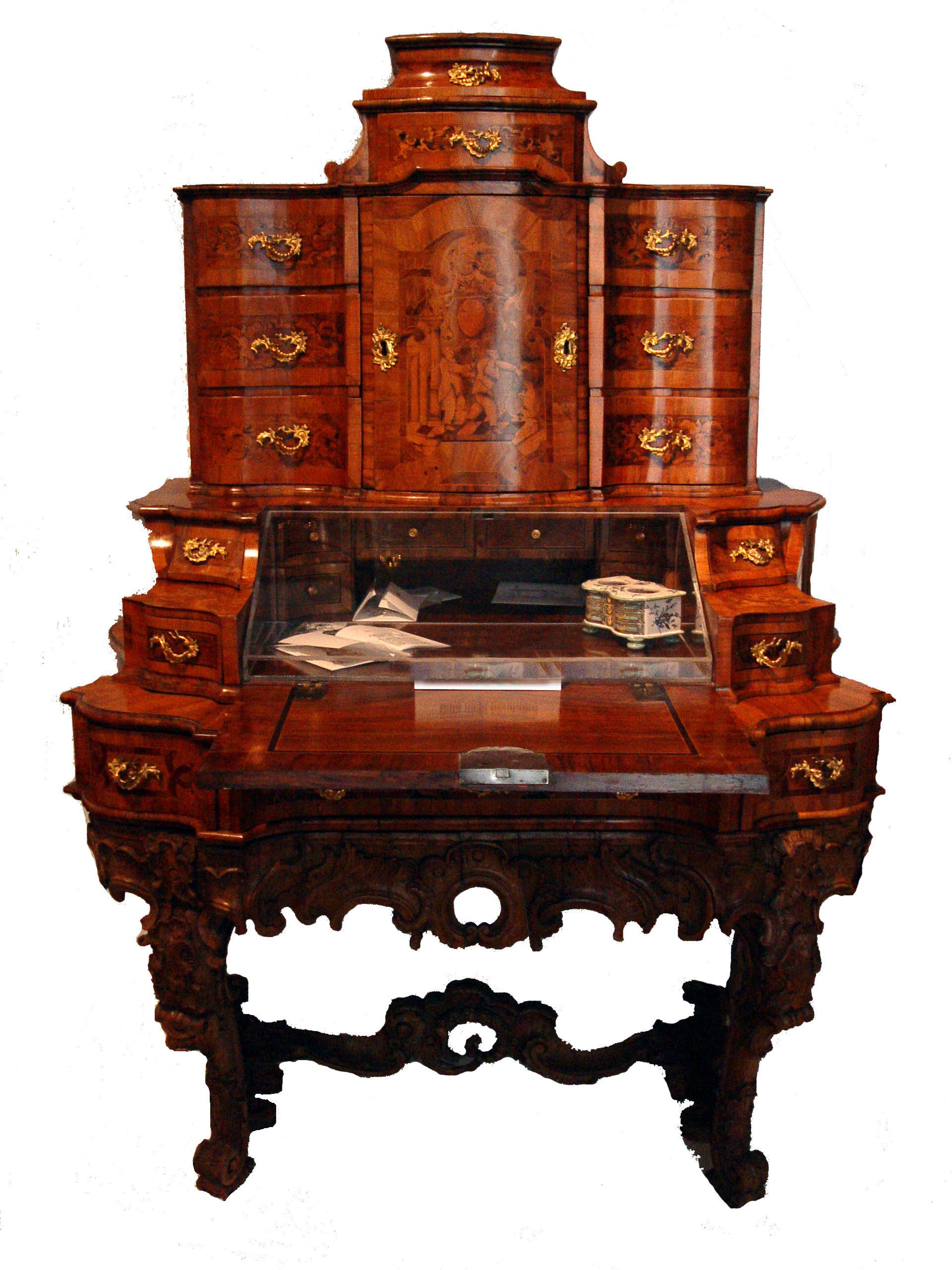
Ein möglicher Routenpunkt

Eine gute Transformation des Wortes „Freiheit“

Die wichtigste Gedächtnistechnik, die auch von allen Gedächtnissportlern verwendet wird, ist die Loci-Methode (von lateinisch locus für Ort/Platz). Wenn man sich auf herkömmliche Weise eine Abfolge von Dingen zu merken versucht, gerät oft vieles im Gehirn durcheinander. Mithilfe der Loci-Technik werden die Lerninhalte geordnet „encodiert“.
Bei der Loci-Technik wird für jeden Begriff ein eigener Platz reserviert, quasi Variablen geschaffen, die mit verschiedenen Inhalten belegt werden können. Diese Variablen liegen in einer übergeordneten, fixen Struktur, sodass es möglich wird, bei der Wiedergabe die genaue Reihenfolge einzuhalten. Die fixe Struktur, von der vorher die Rede war, kann ein wohlbekannter Weg sein oder lediglich ein Raum. Bei beiden Varianten ist es notwendig, ganz eindeutige Plätze auszuwählen, wo später die zu merkenden Dinge abgelegt werden können. Anschließend kann man auf die geistig vorbereiteten Plätze das zu Merkende ablegen. Dies geschieht durch Visualisierung. Ein bildhaftes Wort, wie beispielsweise „Tisch“, kann man sich einfach auf dem jeweiligen Routenpunkt vorstellen. Bei abstrakten Begriffen muss man hingegen ein Bild verwenden, das für das jeweilige Wort steht, beziehungsweise ein Bild, das man mit dem Wort verbindet. Für das Wort „Freiheit“ wäre die Freiheitsstatue beispielsweise eine ausgezeichnete Visualisierung.
Auch Redner in der Antike nutzten diese Technik, um ihre Reden auswendig zu lernen. Cicero schritt dabei gedanklich die Umgebung des Forums in Rom ab. Er beschreibt die Methode in seinem Werk „De oratore“.
Vermutlicher Erfinder ist Simonides von Keos mit seinem Gedächtnispalast, der um 500 v. Chr. lebte und ein berühmter Poet und Redner war. In der Antike war diese Methode so verbreitet, dass man einfach nur von „der Methode“ sprach. Der Legende nach ist Simonides auf die Idee für die Loci-Methode gekommen, als er bei einer Feier das Haus kurzzeitig verlassen hat und während seiner Abwesenheit das Haus einstürzte und alle Insassen unter sich begrub. Anschließend musste er, als einziger Überlebender, die durch die Kalamität unkenntlich Gemachten identifizieren. Dabei visualisierte er die Szenerie vor dem Einsturz, um zu sehen, wo wer stand, und erkannte dabei das Potenzial des räumlichen Wahrnehmungsvermögens des Menschen.
Die Bilder, die man auf Routen durch Verknüpfung abgelegt hat, verschwimmen mit der Zeit; die Assoziationen werden schwächer, bis man sie irgendwann ganz vergessen hat. Dann ist die Route wieder frei. Die Vergessenszeit hängt von verschiedenen Faktoren ab. Die persönliche Veranlagung spielt beispielsweise eine Rolle. Manche Menschen sind eher auf kurze Behaltenszeiten hin veranlagt, andere auf lange. Ein weiterer Punkt, der gesteuert werden kann, ist der Grad der Verknüpfung. Je intensiver der Loci-Punkt und das Bild miteinander verknüpft werden, desto länger bleibt die Information im Gedächtnis. Manche Gedächtnissportler berichten, dass Alkohol sie sämtliche Verknüpfungen vergessen lässt.
Die meisten Mnemotechniker haben viele verschiedene Routen, sodass sie auf eine andere Route ausweichen können, wenn sie eine belegt haben. Viele benutzen Routen auch nur für bestimmte Zwecke; beispielsweise nur für Wörter, Zahlen, Karten; oder haben Routen, die sie rein sportlich verwenden, von denen, die sie im Alltag oder für das dauerhafte Behalten von Wissen anwenden, getrennt.

### Transformiersysteme
Um abstrakte Daten abspeichern zu können, muss man ihnen erst Bilder zuordnen, die man anschließend verknüpfen kann. Eine mögliche Vorgehensweise bei dieser Zuordnung ist die rein-willkürliche. Dabei denkt man sich für die jeweiligen abstrakten Informationen ohne irgendein System Bilder aus. Das hat den Vorteil, dass die Bilder dann besser sind. Der Nachteil ist, dass sie schwerer zu lernen sind. Der Gedächtnisweltmeister 2006 Clemens Mayer hat sein System beispielsweise rein willkürlich konstruiert.
Die meisten Gedächtnissportler verwenden jedoch einen alphanumerischen Code, mit dem sie den Zahlen oder Karten Wörter und damit letztendlich ihre Bilder zuordnen. Diese Transformiersysteme sind in ihrem Kern alle gleich. Der Nachteil an diesen Systemen ist, dass man durch die Bindung an den Code auch viele weniger gute Wörter bekommt.
Das am weitesten verbreitete ist das Major-System. Es ist bereits einige hundert Jahre alt und wurde seitdem nur unwesentlich verändert. Jeder Ziffer ist ein Laut zugeordnet, jedoch sind keine Vokale verteilt, sodass man die Konsonanten nach der Zahlenfolge anordnen und durch das Einfügen von Vokalen ein Wort bilden kann. Für die Zahl 20 (n+s) wären die Wortmöglichkeiten: Nase, nass, Nassau, nieß, nieseln etc.

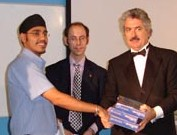
Dominic O’Brien (rechts), Erfinder des Dominic-Systems

Eine weitere Möglichkeit zur Codierung ist das Dominic-System. Es wurde von dem achtmaligen Gedächtnisweltmeister Dominic O’Brien entwickelt. Dabei werden nach einem einfachen Buchstabencode für die Zahlen von 0 bis 99 Initialen gebildet, die dann eine Person ergeben, die man mithilfe der Loci-Methode abspeichert. Der Umwandlungscode lautet wie folgt: 0=O; 1=A; 2=B; 3=C; 4=D; 5=E; 6=S; 7=G; 8=H; 9=N.
Das wohl komplexeste und fortgeschrittenste Gedächtnissystem ist das Ben-System, das nach Ben Pridmore benannt ist. Bei den Dezimalzahlen ist es dreistellig (1000 Bilder), bei den Karten paarhaft (2704 Bilder), bei den Binärziffern zehnstellig (1024 Bilder).
Im Augenblick scheint es noch keinen Gedächtnissportler zu geben, der bei seiner Zifferncodierung ein Vierersystem, also 10.000 Bilder, konstant verwendet. Der vergleichsweise hohe Aufwand und die Anforderung der Erstellung einer solchen Zahl unterscheidbarer, einzigartiger Bilder sind hier wohl als Gründe anzuführen.

### Routenpunktbelegung
Viele Gedächtnissportler legen nicht nur ein Bild, sondern mehrere Bilder auf einem Routenpunkt ab. Dabei verbinden sie die einzelnen Bilder erst zu einer Geschichte, die sie anschließend auf dem jeweiligen Routenpunkt visualisieren. Dies hat den Vorteil der Sparsamkeit. Man benötigt weniger Routenpunkte. Am beliebtesten ist hierbei eine Belegung mit drei Bildern. Bei dem Weltmeister aus dem Jahr 2006 Clemens Mayer variiert die Anzahl der Bilder, die er auf einem Punkt ablegt. Je nachdem, wie die Bilder zueinander passen, setzt er 2 bis 8 Bilder auf einen Punkt.

## Neurologische Grundlagen

### Gedächtnisstudie
2002 gab es eine Studie am University College London unter Leitung von Eleanor Maguire über die neurologischen Grundlagen des Gedächtnissports, die auch in der Zeitschrift Nature veröffentlicht wurde. Bei dieser wurden Gedächtnissportler zusammen mit Menschen ohne mnemotechnische Kenntnisse vor die Aufgabe gestellt, bestimmte Formen, Zahlen und Gesichter innerhalb kurzer Zeit im Gedächtnis zu behalten.
Bei der Studie stellte sich heraus, dass bei einigen Aufgabenstellungen gleiche Erfolge erzielt wurden (Dies waren wohl solche, die nicht so leicht mnemotechnisch transformierbar waren.), bei anderen aber die Gedächtnissportler (auch ein ehemaliger Weltmeister, Namen wurden nicht genannt) um bis zu zehnmal besser abschnitten.
Bei den Aufgaben wurde untersucht, welche Art von Gehirnaktivität jeweils vorliegt. Belegbar war, dass die Gedächtnissportler auch Gehirnbereiche bewusst aktivierten, die für die räumliche Wahrnehmung zuständig sind. Dies resultiert aus der Verwendung der Loci-Methode, die stark auf dem räumlichen Vorstellungsvermögen aufbaut.
Die Studie nennt dies als Grund für ihre Überlegenheit in einigen Bereichen und erwähnt noch, um festzustellen, ob Gedächtnissportler eine methodenunabhängige höhere Gedächtnisbegabung hätten, müsste in einer weiteren Studie ein Vergleich zwischen Laien, die für die Studie mnemotechnisch geschult würden, und der Gedächtnissportgruppe durchgeführt werden.

### Geschwindigkeit
Die Geschwindigkeit des gedanklichen Verknüpfens hängt stark vom Gedächtnissystem ab. Sportler beherrschen das Verknüpfen bei kleineren Informationsclustern schneller als bei größeren. Wenn ein Sportler ein 2er-System (0–99) lernen will, dann wird er diese schneller im Kopf haben als, wenn er ein 3er-System (0–999) lernen will. Er benutzt die einzelnen Bilder häufiger als bei einem 3er-System. Die Erkennungszeit für ein Zahlengebilde wird dadurch anfangs erhöht, dies gleicht sich aber auch bei Benutzern eines 3er-System mit der Zeit natürlich aus.
Es gibt also zwei wichtige Faktoren:
1. Je kleiner der Cluster ist, desto schneller und sicherer hat man das Bild im Bewusstsein.
2. Je größer der Cluster, desto weniger Routenpunkte werden benötigt und umso weniger Gesamtzeit wird beim Assoziieren von Bildern und Routenpunkten verbraucht.

Bei den Routen gilt das gleiche wie bei den Zahlenbildern: Je öfter man sie durchgeht, umso schneller und sicherer kann man sie wieder abrufen.
Viele Gedächtnissportler bewegen sich in Gedanken oft auf einer Route entlang, um vollkommen vertraut mit ihr zu werden. Dies führt zu einer erhöhten Geschwindigkeit beim mentalen Aufrufen des Weges und zu einer besseren Verankerung der Bilder wegen einer präziseren Vorstellung vom Ort selbst.
Das Assoziieren ist der wahrscheinlich wichtigste Punkt des Merkens. Hier lassen sich folgende Faktoren auflisten:
- Kreativität
- Verarbeitungskanal (visuell, auditiv, kinästhetisch)
- Vertrauen auf das eigene Gedächtnis
- Wiederholung

Die Kreativität lässt sich relativ gut trainieren. Jeder der sich mit Gedächtnissport beschäftigt, wird am Anfang die Erfahrung gemacht haben, dass es oft nicht reicht, das Bild auf den Routenpunkt zu legen. Hinterher weiß man nur noch, dass da was drauf lag, aber nicht mehr, was es war. Wird etwa ein Lasso auf einen Routenpunkt lediglich in Gedanken „hingelegt“, ist das noch kein besonders gutes Bild zum Merken. Deshalb kommt man schnell drauf, das Lasso auf andere, bessere Weise mit dem Routenpunkt zu assoziieren. So wickelt man es dann beispielsweise um den Routenpunkt oder lässt es auf ihm tanzen.
Der Verarbeitungskanal ist schon schwieriger zu trainieren. Am Anfang des Trainings sind die geistigen Bilder keine wirklichen Bilder, sondern nur Ideen in einem schwarzen Raum. Deshalb üben Gedächtnissportler, sich ihre Zahlenbilder und Routenpunkte vor dem inneren Auge auszumalen, damit sie überhaupt in die Lage kommen, sich die Assoziationen bildlich vorzustellen. Katharina Bunk erwähnte einmal, sie habe ihre Kartenbilder (bzw. ihre Personen, die sie für die einzelnen Bilder hat) eher gehört als gesehen. Sie verarbeitet das ganze also eher auditiv. Diesen Kanal muss man jedoch erst für sich finden, denn möglicherweise ist das bildliche für einige gar nicht so vorteilhaft.
Ein heikler Punkt ist das Vertrauen in das eigene Gedächtnis. Um letztlich den Sprung zu schaffen, schneller und schneller zu werden, muss man es auch wagen. Wenn man jedoch schneller sein möchte, muss man sich an jedem Routenpunkt zwingen, etwas kürzer die frische Assoziation zu betrachten. Vielen Leuten fällt es schwer, einfach darauf zu vertrauen, getrost eine Sekunde schneller pro Bild zu sein.
Letztendlich sei noch die Wiederholung erwähnt, die sehr eng mit dem Punkt Vertrauen verknüpft ist. Durch Wiederholung wird eine Erinnerung gefestigt. Jedoch kostet die Wiederholung viel Zeit.

## Inspiration
Die meisten der Gedächtnissportler sind durch verschiedene TV-Shows (Wetten, dass…?, Die Grips-Show, Die Guinness-Show, Deutschlands Superhirn usw.) zu ihrem Hobby gekommen. Das Gros der Übrigen hat durch Gedächtnisgruppen mit diesem Sport begonnen. Solche Kurse sind besonders in der Hochbegabtenförderung verbreitet und werden in vielen Städten von Organisationen zur Hochbegabtenförderung angeboten und durchgeführt. Viele jugendliche Gedächtnissportler bieten an ihren Schulen Gedächtnisgruppen an, die von der Schule unterstützt werden. Einige Schulen haben ein umfassendes Angebot in diesem Bereich, wie das Internatsgymnasium Schloss Torgelow in der Mecklenburgischen Seenplatte.

## Pi-Sport
Um zu zeigen, was für Gedächtnisleistungen möglich sind, wird von ein paar Gedächtniskünstlern die Zahl Pi auf möglichst viele Nachkommastellen auswendig gelernt. Der Chinese Chao Lu ist offizieller Weltrekordhalter mit bestätigten 67.890 Nachkommastellen, welche er am 20. November 2005 fehlerfrei in einer Zeit von 24 Stunden und 4 Minuten aufsagte. Er wird sowohl vom Guinness Book of Records als auch von der Pi World Ranking List als Rekordhalter geführt. Der inoffizielle Weltrekord im Memorieren von Pi liegt inzwischen (Stand: 10/06) bei 100.000 Stellen, aufgestellt von Akira Haraguchi.

## Film und Literatur
- Ulrich Voigt: Esels Welt. Mnemotechnik zwischen Simonides und Harry Lorayne. Likanas Verlag, ISBN 3-935498-00-4
- Tony Buzan: Book of Mental World Records (englisch)., D & B Publishing 2005, ISBN 1-904468-17-9
- Der österreichische Spielfilm Unforgettable handelt vom Gedächtnissport und stellt eine Gedächtnisweltmeisterschaft nach.
- Joshua Foer: Moonwalking with Einstein: The Art and Science of Remembering Everything. Penguin Books, ISBN 978-0143120537
- Boris Nikolai Konrad: Superhirn – Gedächtnistraining mit einem Weltmeister: Über faszinierende Leistungen des menschlichen Gehirns. Goldegg Verlag, 978-3902903549